# Il commissario Pepe
Il commissario Pepe (en español, El comisario y la dolce vita) es una película de comedia – drama italiana de 1969 dirigida por Ettore Scola. Basada en una novela de Ugo Facco De Lagarda de idéntico título publicada en 1965, está rodada en Vicenza, aunque la ciudad nunca se menciona.

## Trama
Pepe, llamado en realidad Antonio Pepe, es comisario de policía de una pequeña ciudad de provincias en el norte de Italia y se ve obligado a investigar la vida sexual de los ciudadanos, incluso de los miembros de la alta sociedad local.

## Elenco
- Ugo Tognazzi : Antonio Pepe
- Giuseppe Maffioli : Nicola Parigi
- Silvia Dionisio : Silvia
- Tano Cimarosa :: agente Cariddi
- Marianne Comtell : Matilde Carroni
- Dana Ghia : hermana Clementina
- Elsa Vazzoler : vieja prostituta
- Véronique Vendell : Maristella Diotallevi
- Rita Calderoni : Clara Cerveteri
- Virgilio Scapin : conde Lancillotto
- Elena Persiani : marquesa Norma Zaccarin
- Gino Santercole : Oreste
- Pippo Starnazza : borracho

## Premios
Ugo Tognazzi fue destacado como Mejor Actor en el Festival Internacional de Cine de Mar del Plata.